# Tamaricella
Tamaricella är ett släkte av insekter. Tamaricella ingår i familjen dvärgstritar.

## Dottertaxa tillTamaricella, i alfabetisk ordning[1]
- Tamaricella adspersa
- Tamaricella anbarabada
- Tamaricella applanata
- Tamaricella apunctata
- Tamaricella astrachanica
- Tamaricella atriplicis
- Tamaricella bahteganica
- Tamaricella biskrensis
- Tamaricella callichroa
- Tamaricella complicata
- Tamaricella cypria
- Tamaricella dentata
- Tamaricella fasciolata
- Tamaricella franckeniae
- Tamaricella fuerteventurae
- Tamaricella furcata
- Tamaricella fuscula
- Tamaricella grossa
- Tamaricella iliensis
- Tamaricella jaxartensis
- Tamaricella jihafana
- Tamaricella kurchakscholaki
- Tamaricella lethierryi
- Tamaricella linnavuorii
- Tamaricella nitida
- Tamaricella oleae
- Tamaricella orientalis
- Tamaricella otolepidis
- Tamaricella parvula
- Tamaricella reaumuriae
- Tamaricella remanei
- Tamaricella ribauti
- Tamaricella statices
- Tamaricella subita
- Tamaricella subpunctata
- Tamaricella talhouki
- Tamaricella tamaricis
- Tamaricella tangigharuha
- Tamaricella tuberosa
- Tamaricella tumidiuscula